# Юзеф Бем
Юзеф Захаріаш Бем (пол. Józef Zachariasz Bem), Амурат-паша (14 березня 1794, Тарнів, Галичина — 10 грудня 1850, Алеппо) — полководець; польський генерал, фельдмаршал османської армії, головнокомандувач військ угорського повстання 1848 року.

## Ранні роки

Бехем - родовий герб Бемів

Виховувався в кадетському корпусі та артилерійському училищі в Варшаві; на службу вступив до польської кінної артилерії і брав участь у війні 1812 проти Російської імперії. За звитягу при обороні Данцига 1813 року нагороджений орденом почесного легіону.
Після перетворення 1815 року польської армії він знову вступив у артилерію, читав лекції у Варшавському артилерійському училищі, але після смерті імператора Олександра I був звільнений зі служби як людина неблагонадійного способу мислення.

## Листопадове повстання
Коли в листопаді 1830 року спалахнуло в Варшаві Листопадове повстання, поспішив туди і негайно зайняв визначне становище в польських військах.
За хоробрість, виявлену ним у боях при Доманіцах, Іган та Остроленка, призначений був головнокомандувачем всієї польської артилерії, якою і розпоряджався вельми майстерно під час варшавського штурму.
По поразці повстання втік у Німеччину, а потім у Париж, де проживав приватно, займаючись різними науковими проектами.
Намагався створити Польський легіон, який боровся б на боці Педру I у громадянській війні в Португальському королівстві. Задум провалився.

## Революція 1848 року
Загальноєвропейська революція 1848 року знову пробудила в ньому бурхливу діяльність; під час березневого повстання у Відні він з'явився головним організатором опору урядовим військам; а по укладенні віденцями капітуляції встиг втекти до Угорського королівства, де Лайош Кошут  доручив йому головне начальство над Трансільванією. Тут Бем виявив знову чудову енергію та заповзятливість як в організації військових сил, так і в боротьбі проти австрійських та російських військ, поки ватажку останніх, генер. Людерс, не вдалося нарешті зовсім розбити його під Темешваром та Германштадтом (липень 1849).
Викликаний Кошутом в Угорщину та зазнавши нової поразки під Темешваром, втік до Османської імперії, прийняв іслам і під ім'ям Амурат-паші став працювати над перетворенням османської армії.
За наполяганням Російської імперії та Австрійської імперії він 1850 року був поселений у Халеб. Тут у листопаді того ж року Бем, керуючи османськими військами, придушив криваве повстання арабського населення проти християн та незабаром після цих подій (в грудні) помер від невідомої гарячки, якої не міг перенести його організм, ослаблений ранами.
Бем як полководець відрізнявся талановитістю і був дуже шанований військами.

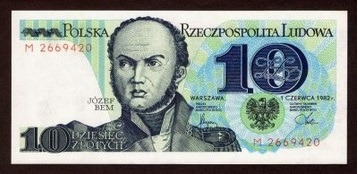
Банкнота номіналом 10 злотих.

## Вшанування
Через тридцять років після його смерті угорці спорудили йому пам'ятник у Марош Васрегеле.
Юзефа Бема було зображено на банкноті Польської Народної Республіки номіналом 10 злотих зразка 1982 р.